# 원일초등학교 (안산시)
원일초등학교는 대한민국 경기도 안산시에 있는 공립 초등학교이다.

## 학교 연혁
- 1987년 3월 2일: 개교

## 참고 자료
- 원일초등학교 - 한국교육학술정보원 학교알리미